# La Libertad, Villa Corzo
La Libertad är en ort i Mexiko.   Den ligger i kommunen Villa Corzo och delstaten Chiapas, i den sydöstra delen av landet, 700 km sydost om huvudstaden Mexico City. La Libertad ligger 814 meter över havet och antalet invånare är 362.
Terrängen runt La Libertad är huvudsakligen kuperad, men söderut är den bergig. Runt La Libertad är det ganska glesbefolkat, med 24 invånare per kvadratkilometer. Närmaste större samhälle är Ignacio Zaragoza, 10,2 km öster om La Libertad. I omgivningarna runt La Libertad växer i huvudsak städsegrön lövskog.